# Wallacea multiflora
Wallacea multiflora är en tvåhjärtbladig växtart som beskrevs av Adolpho Ducke. Wallacea multiflora ingår i släktet Wallacea och familjen Ochnaceae. Inga underarter finns listade i Catalogue of Life.